# Самовідновлюваний запобіжник

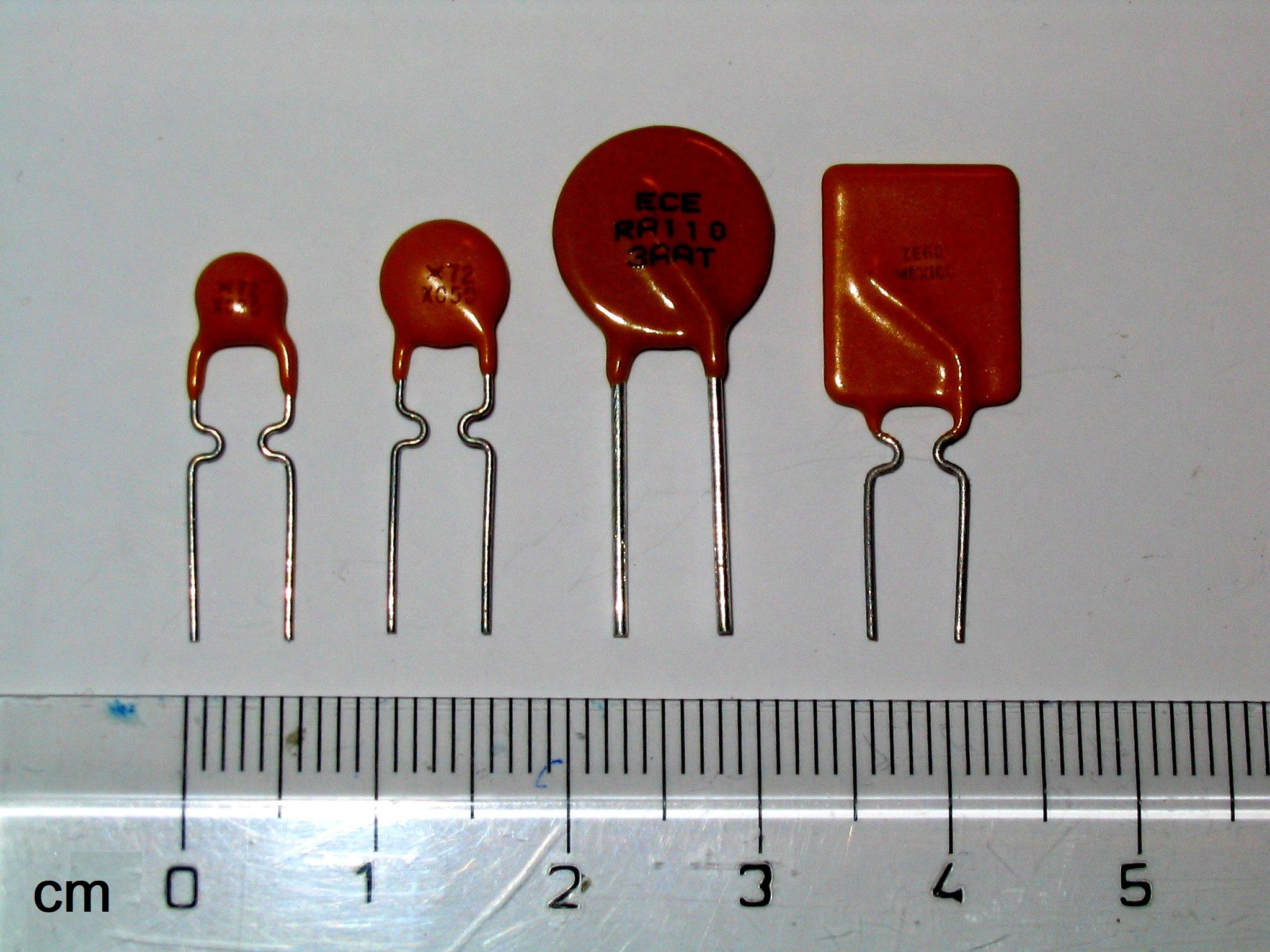
Запобі́жники, що самовідновлюються

Запобі́жник, що самовідновлюється  — полімерний пристрій з позитивним температурним коефіцієнтом опору  для захисту електронної апаратури.

## Опис принципу роботи
Принцип дії базується на різкому збільшенні опору при перевищенні порогового струму, що протікає через нього. Опір в стані спрацювання залежить від наступних факторів: типу пристрою, що використовується, прикладеної до нього напруги U і потужності, що розсіюється на пристрої Pd. Величина цього опору може бути обчислена за формулою: Rt = U2/Pd. Через деякий час після відключення живлення (відключення навантаження, зменшення напруги і т. д.) С.з. знову зменшує свій внутрішній опір - самовідновлюється. Збільшення опору супроводжується нагріванням запобіжника приблизно до 80°C.
Полімерний C. запобіжник являє собою матрицю з непровідного полімеру, змішаного з технічним вуглецем. У холодному стані полімер кристалізований, а простір між кристалами заповнено частинками вуглецю, які створюють безліч провідних ланцюжків. Якщо через запобіжник починає протікати дуже великий струм, він починає нагріватися, і в якийсь момент полімер переходить в аморфний стан, збільшуючись у розмірах, через що вуглецеві ланцюжки починають розриватися, це викликає зростання опору, і запобіжник нагрівається ще швидше. Зрештою опір запобіжника збільшується настільки, що він починає помітно обмежувати протікання струму, захищаючи таким чином зовнішнє коло. Після усунення замикання, коли величина струму знизиться до початкового значення, запобіжник охолоджується і його опір повертається до початкового значення.

## Застосування
Такі запобіжники часто застосовуються в персональних комп'ютерах для захисту від перевантажень чи КЗ в колах USB-, FireWire-портів, і інших інтерфейсів, по яких підводиться живлення. С. з. також використовуються для захисту гучномовців, особливо твітерів (ВЧ випромінювачів) від перевантаження.

## Робочі параметри
- Початковий опір (Initial resistance) — опір, який має пристрій за нормальних умов
- Робоча напруга (Operating voltage) — максимальна напруга, яку може витримати пристрій при номінальному струмі без пошкоджень
- Робочий струм (Holding current) — безпечна сила струму, яку може витримати пристрій
- Струм відключення (Trip current) — струм, за якого пристрій перериває подальше проходження струму
- Час на відключення (Time to trip) — час, необхідний для відключення за даної температури
- Струм втрат (Leakage current) — мале значення струму, що протікає через пристрій після того, як він переходить у режим високого опору
- Trip cycle — число циклів спрацьовування, які пристрій може витримати без збоїв
- Trip endurance — час, протягом якого пристрій може підтримувати максимальну номінальну напругу в режимі відсічки без збоїв.
- Розсіювальна потужність (Power dissipation) — потужність, що розсіюється пристроєм у процесі спрацювання.
- Thermal duration — вплив температури навколишнього середовища.
- Hysteresis — діапазон між відключенням пристрою і поверненням його у попередній стан.